# 2019年5月中國大陸

## 5月10日
- 美国政府指责中方单方面修改协议草案，[1]总统唐纳德·特朗普宣布将中国价值2000亿美元的商品关税从10%提升至25%，中美贸易战进一步加剧。[2]

## 5月13日
- 亚洲文明对话大会在北京国家会议中心举行。

## 5月16日
- 5月16日至18日，中央外事工作委员会办公室主任杨洁篪访问日本，并同谷内局长举行第六次中日高级别政治对话[3]。17日拜会了安倍晋三首相并与河野太郎外务大臣进行了会谈[4]。

## 5月21日
- 华为被美国商务部列入实体清单封杀后，CEO任正非在深圳华为总部接受五家中国媒体的集体采访[5][6]。

## 5月22日
- 廣州的廣東木棉社工服務中心的社工童菲菲，被警方帶走後失去聯繫，成為中國大陸5月第4位「被失蹤」的社工[7]。

## 5月24日
- 中共中央政治局常委、国务院总理李克强在山东考察时强调落实减税降费，完善金融服务，促进企业发展[8]。
- 江西省南昌市红谷滩新区凤凰中大道发生一宗随机杀人事件，24岁的沈姓女子当街被一名男子砍伤后，被送往医院但伤重不治身亡[9]。网上传闻指杀人的男子有精神问题，杀人动机是因为被害者长相漂亮[10]。

## 5月30日
- 中國國家電視台 CGTN主持人劉欣與福克斯電視節目主持人崔西·雷根就貿易和技術問題展開備爭辯。[11]。隨著劉欣被爆出持有外國國籍，“離岸愛國主義”一詞在中國大陸社交網絡走紅。